# Sint-Pauluskerk (Opwijk)

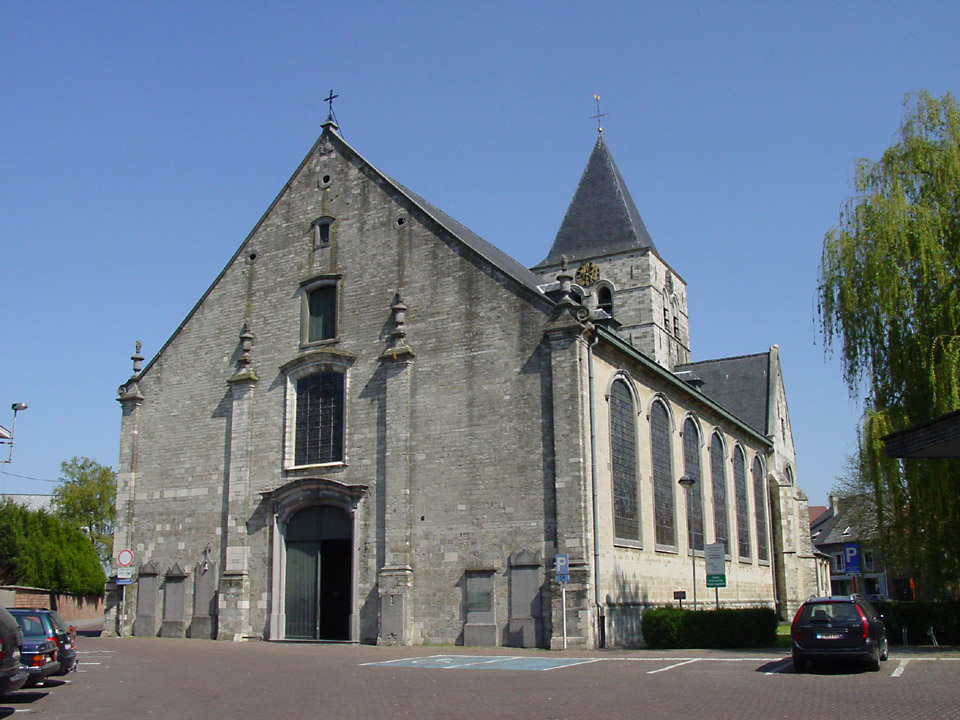
Sint-Pauluskerk

De Sint-Pauluskerk is de parochiekerk van de Vlaams-Brabantse plaats Opwijk, gelegen aan de Singel 1.

## Geschiedenis
In de vroege middeleeuwen werd er op het gehucht Klei een kapel gebouwd die aan de Heilige Drievuldigheid was gewijd. De eerste Sint-Pauluskerk was een hofkapel van de burcht Ingersbrugge (een oude naam voor Opwijk). In 1108 kwam het patronaatsrecht aan het Onze-Lieve-Vrouwekapittel te Dendermonde en in 1212 kwam ook het tiendrecht aan dit kapittel. Toen de dorpskern zich in de 12e eeuw naar het huidige centrum verplaatste werd daar ook een nieuwe Sint-Pauluskerk gebouwd. Toen al werd melding gemaakt van de parochia de Opwic.
In 1579 werden dorp en kerk door de geuzen verwoest. Het koor, de vieringtoren en de transeptarmen zijn echter nog uit de Brabantse gotiek van begin 15e eeuw. Omstreeks 1600 werd de kerk hersteld en delen van het driebeukig kerkschip zijn nog uit die tijd. In 1772-1773 werd het schip verlengd en verbreed in classicistische stijl. Ook de westgevel werd in die stijl gebouwd.
In 1957 werd de kerk beschermd als monument en in 1979-1982 werd hij gerestaureerd.

## Gebouw
Het betreft een driebeukige georiënteerde kerk onder zadeldak, gebouwd in zandsteen en met een driezijdig afgesloten koor. De vierkante vieringtoren heeft een tentdak als spits.

## Interieur
De kerk bezit twee schilderijen van Gaspar de Crayer, namelijk de Bekering van Paulus en Onze-Lieve-Vrouw omringd door zes heiligen. Er zijn barokke beelden van Onze-Lieve-Vrouw met Kind (1624) en Sint-Paulus (1628). Er is een calvariegroep van 1481 en er zijn diverse geschilderde panelen uit de 17e eeuw.

## Kerkhof
Het kerkhof werd omgevormd tot groene zone met enkele lindes en een treurwilg. Enkele graftekens in neoclassicistische stijl uit de 19de eeuw zijn bewaard gebleven.